# Bandeira da República Socialista Federativa Soviética da Rússia

Bandeira da RSFS da Rússia (1917-1920)

Bandeira da RSFS da Rússia (1920-1937)

Bandeira da RSFS da Rússia (1937-1954)

Bandeira da RSFS da Rússia (1954-1991)

Bandeira da Rússia (1991-1993)

Bandeira da Rússia (desde 1993)

A Bandeira da República Socialista Federativa Soviética da Rússia foi adotada pela RSFS da Rússia, em 1954. A constituição estipulou:
A bandeira do estado da República Socialista Federativa Soviética da Rússia apresentou sua própria bandeira de pano, retangular e vermelha com uma listra azul-clara no pólo estendida por toda a largura que constitui um oitavo do comprimento da bandeira.
Entre 1937 e 1954, a bandeira era vermelha com carácteres cirílicos dourados РСФСР (RSFSR) no canto ao alto, à esquerda, em um estilo tradicional viaz' de caligrafia cirílica ornamental.